# Park Narodowy Krka
Park Narodowy Krka (chorw. Nacionalni Park Krka) – park narodowy w Chorwacji, położony w środkowej Dalmacji, niedaleko miasta Szybenik (chorw. Šibenik).
Park został założony w roku 1985 w środkowym i dolnym biegu rzeki Krka. Na terenie parku rzeka tworzy wodospady (m.in. Roški Slap i Skradinski Buk), kaskady oraz bystrzyny. W centralnej części parku znajduje się jezioro Visovac, na wyspie pośrodku którego znajduje się klasztor franciszkanów, założony w 1445 roku. W południowej części parku znajdują się młyny wodne z XIX wieku oraz budynki z tego okresu, w których wykorzystywano moc pozyskaną z przepływającej wody. Dziś w tym miejscu odbywają się pokazy etnograficzne dawnego rzemiosła. W południowej części znajdują się również pozostałości elektrowni wodnej uruchomionej w 1895, która była jedną z pierwszych tego typu konstrukcji w Chorwacji.

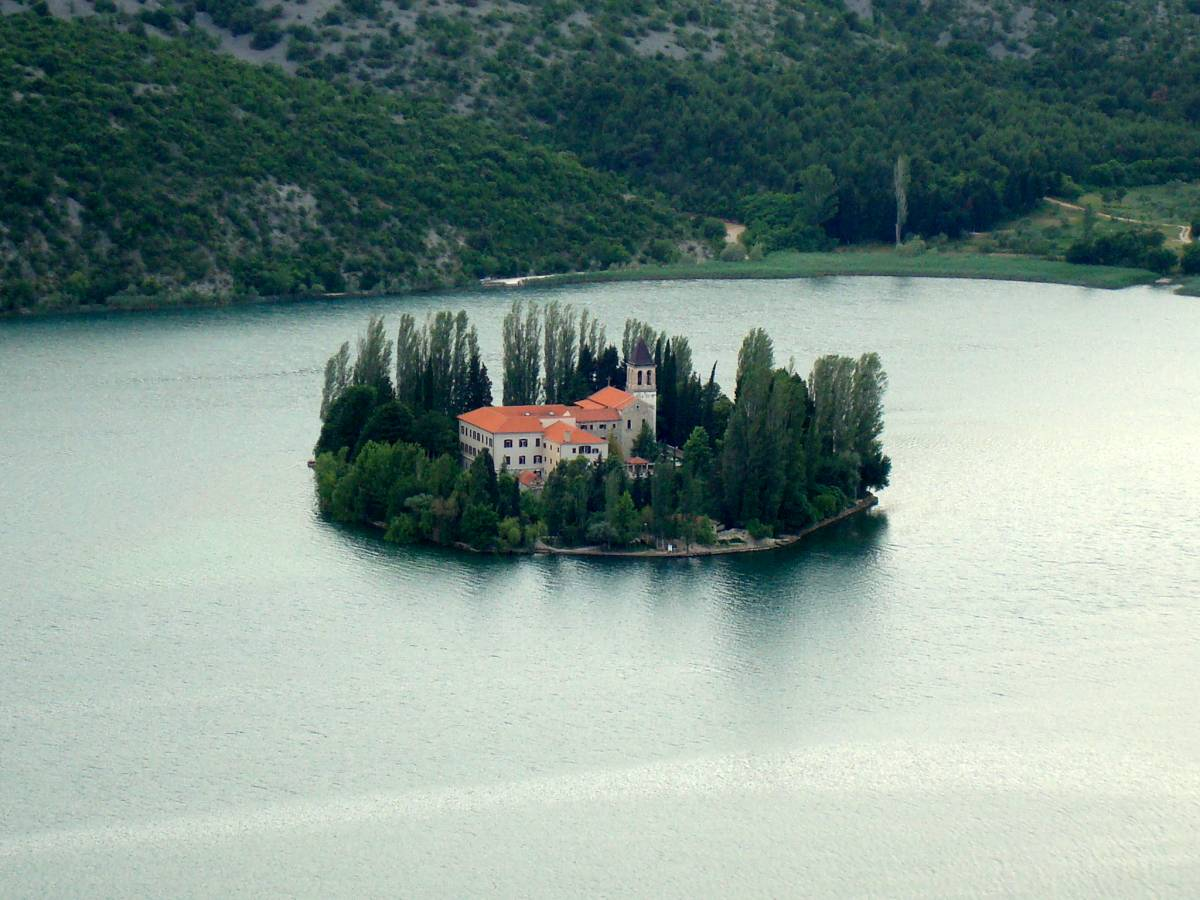
Klasztor na Jeziorze Visovac
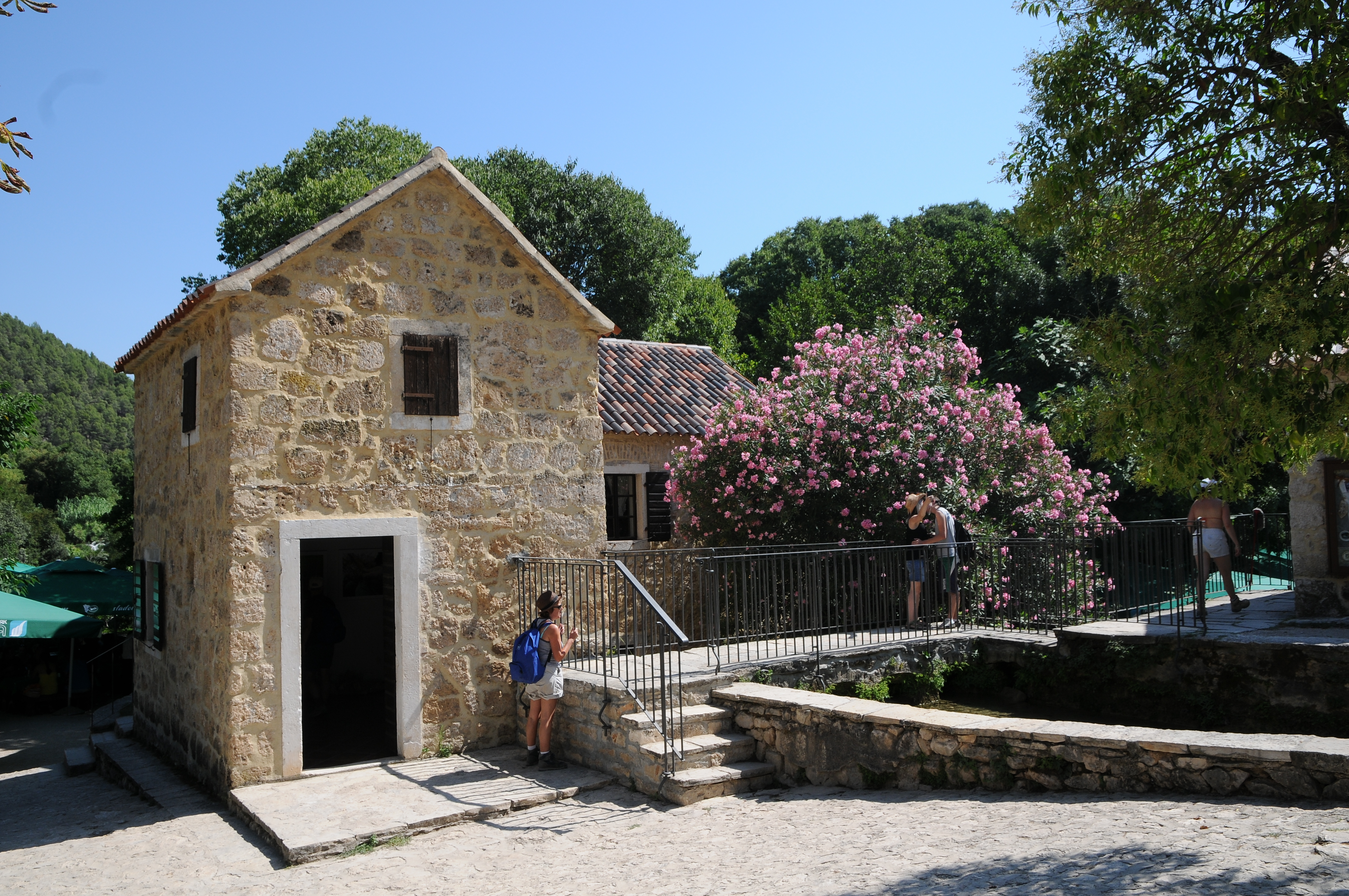
XIX wieczna zabudowa
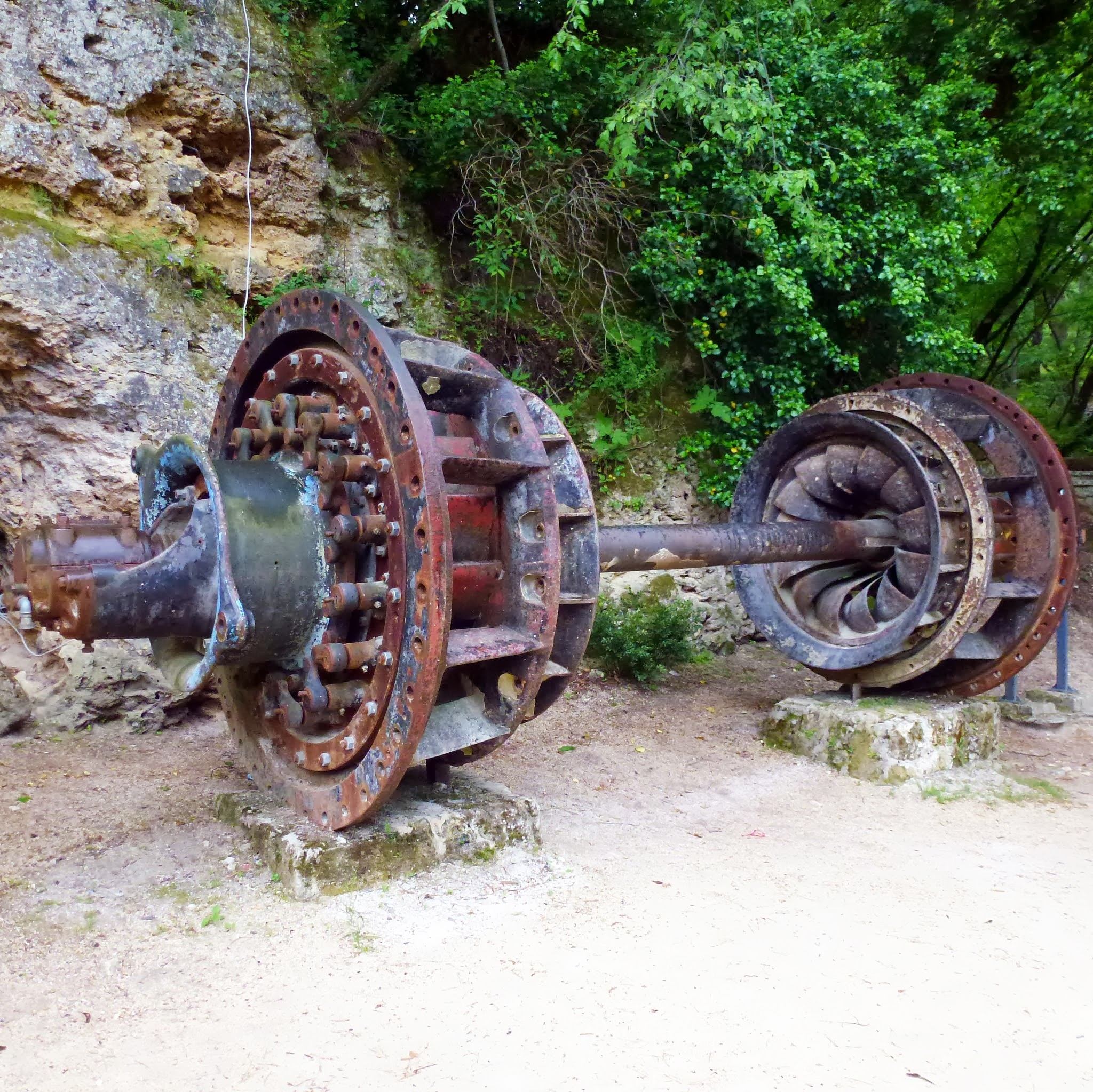
Element konstrukcji dawnej elektrowni wodnej

## Zwiedzanie parku
Wjazdy do parku są oznakowane, przy każdym znajduje się punkt informacyjny, kasa i parking. Od strony miejscowości Lozovac możliwy jest wjazd własnym samochodem (ale tylko po sezonie – w lecie turystów wożą od parkingu autokary). Na terenie parku kursują statki – jeden z nich dowozi turystów z miejscowości Skradin do jednego z wejść (tuż obok kąpieliska), inny np. do wyspy na jeziorze Visovac.

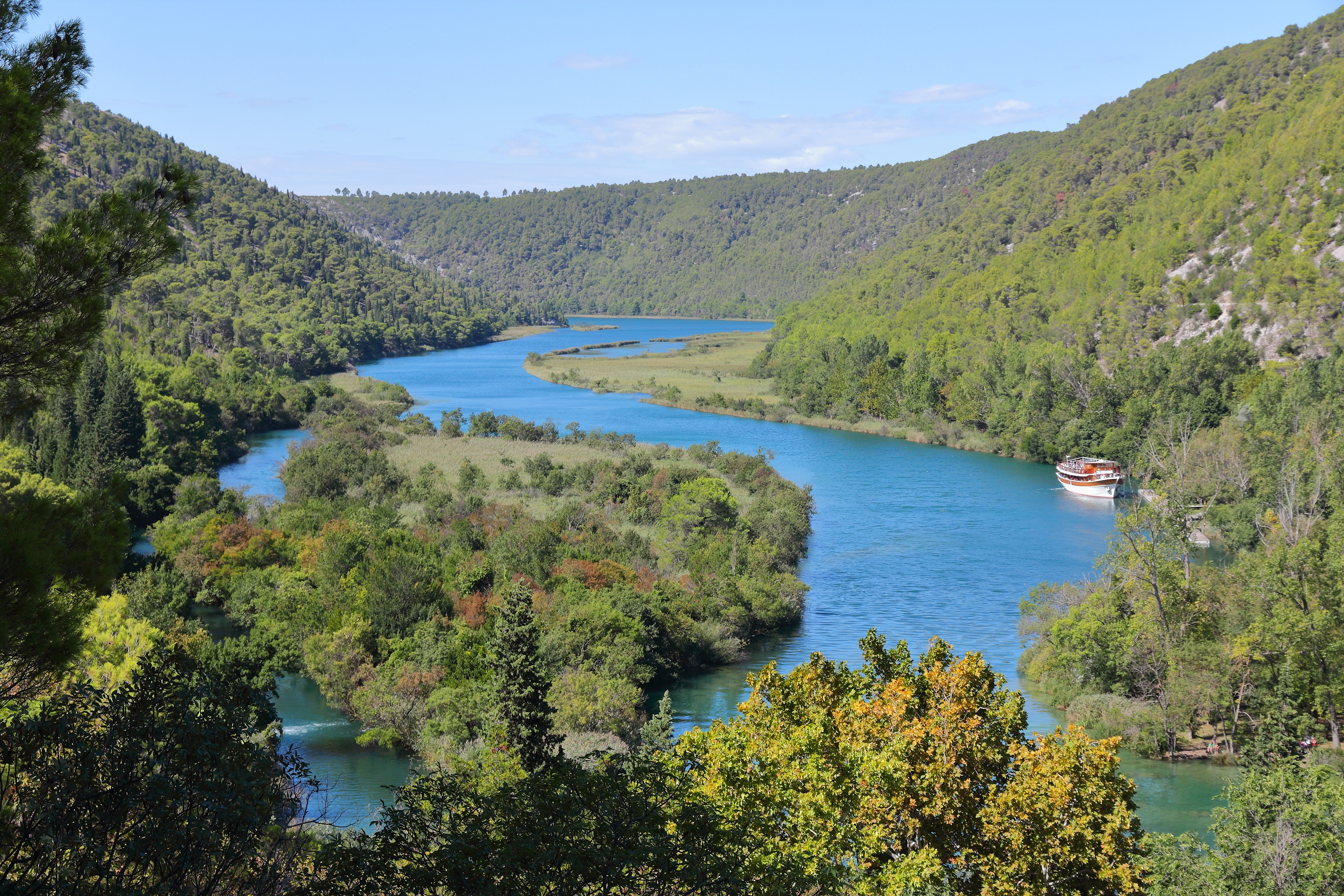
Panorama rzeki Krka z tarasu widokowego w parku w kierunku miejscowości Skradin
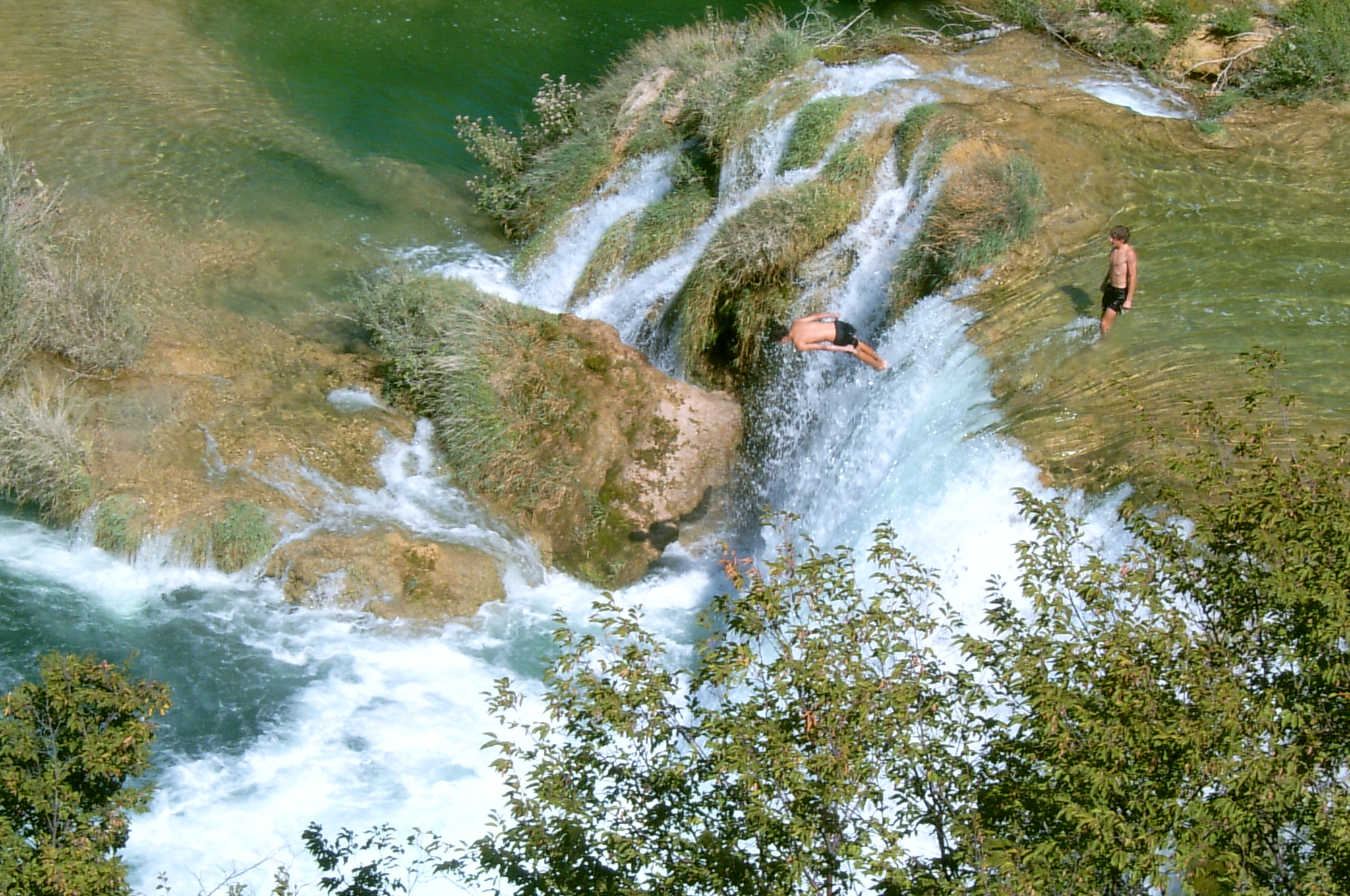
Dzieci kąpiące się w wodach Krka
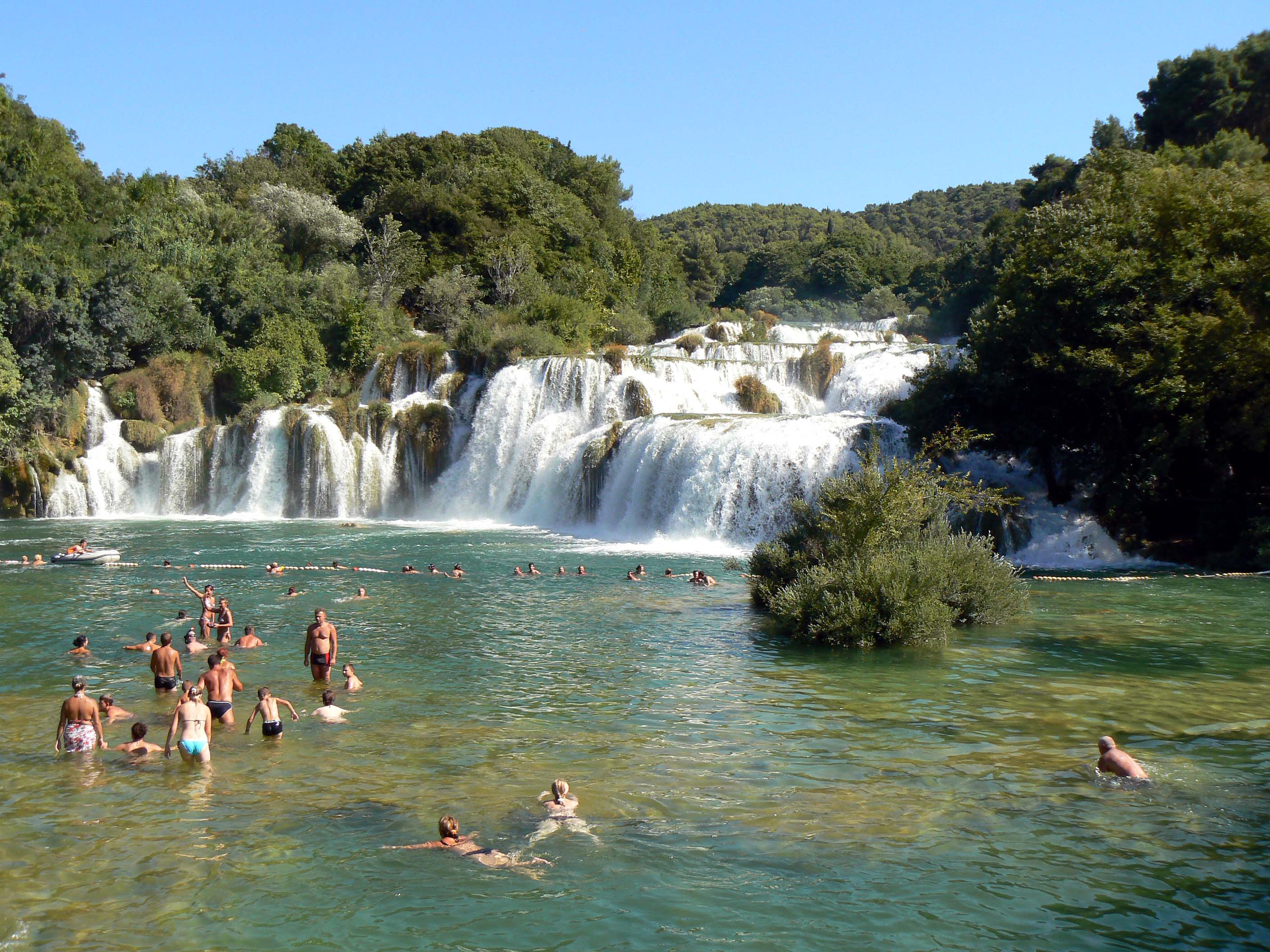
Kąpielisko pod wodospadem Skradinski Buk